# Sand- und Grasbahn-Europameisterschaft

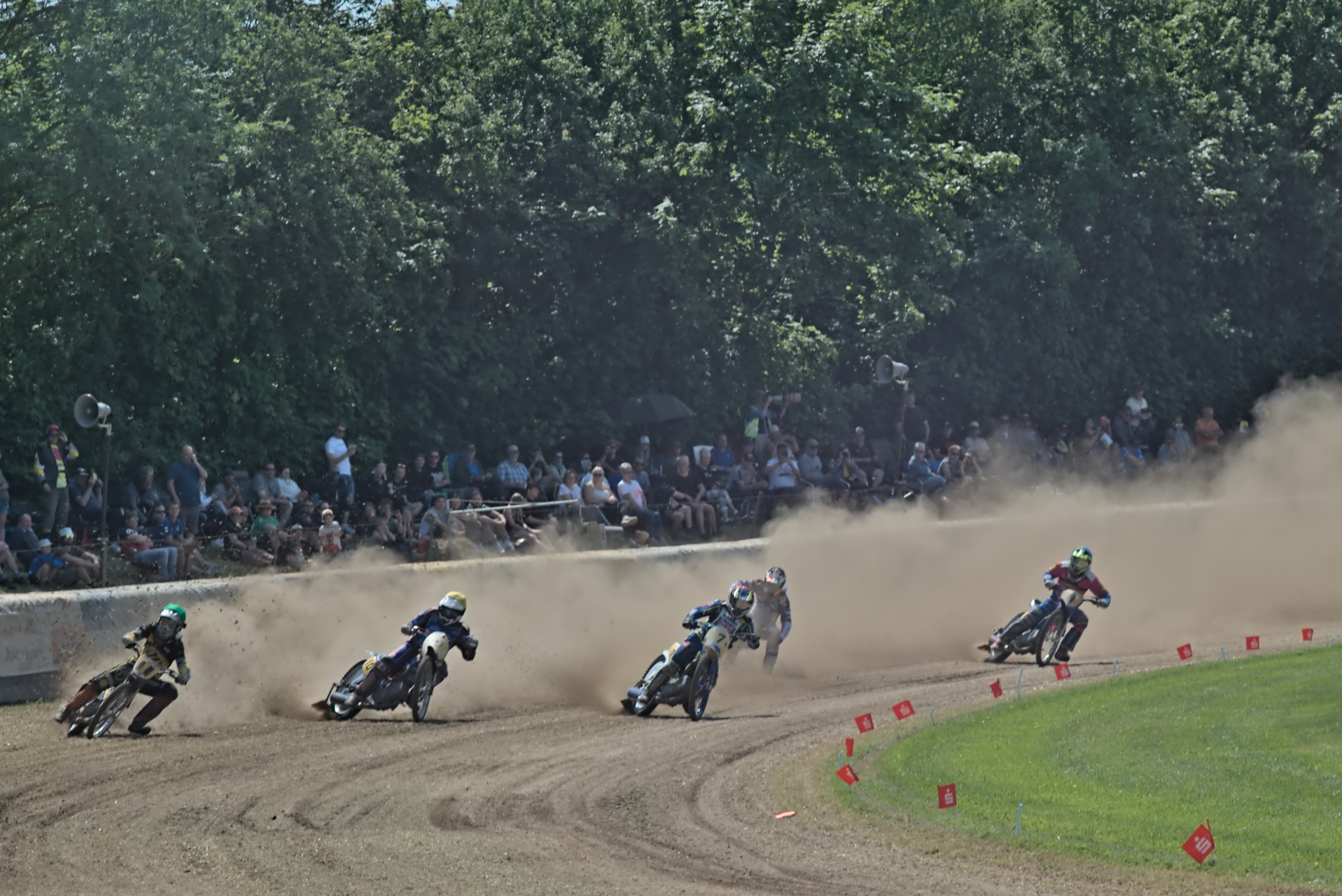
Rennszene beim ersten Semi Finale, der Grasbahn-Europameisterschaft, in Bielefeld, 2023.

Die Grasbahn-Europameisterschaft ist ein Prädikatswettbewerb im Motorrad-Bahnsport. Sie wurde durch den Vorgänger der heutigen FIM Europe im Jahr 1978 für Solo-Bahnmotorräder bis 500 cm³ eingeführt. Des Weiteren besteht die Grasbahn-Europameisterschaft seit dem Jahr 1980 auch für Seitenwagen-Bahnmotorräder bis 500 cm³.
Europameisterschaftstitel im Bahnsport wurden zuvor bereits im Rahmen der zwischen 1957 und 1970 bestehenden Sandbahn-Europameisterschaft vergeben, aus der ab dem Jahr 1971 die Langbahn-Weltmeisterschaft hervorging. Die vormalige Sandbahn-Europameisterschaft war ausschließlich für Solo-Bahnmotorräder bis 500 cm³ ausgeschrieben.

## Sandbahn-Europameisterschaft Solo 1957–1970
| Jahr | Austragungsort  | Europameister         | Platz 2          | Platz 3               |
| ---- | --------------- | --------------------- | ---------------- | --------------------- |
| 1957 | Stockholm       | Basse Hveem           | Josef Hofmeister | Egil Bratvold         |
| 1958 | Mühldorf am Inn | Josef Hofmeister      | Aulis Tuominen   | Josef Kamper          |
| 1959 | Helsinki        | Josef Hofmeister      | Antti Pajari     | Olle Nygren           |
| 1960 | Plattling       | Josef Hofmeister      | Josef Seidl      | Josef Sinzinger       |
| 1961 | Oslo            | Timo Laine            | Ove Fundin       | Erling Simonsen       |
| 1962 | Mühldorf am Inn | Bertil Stridh         | Josef Seidl      | Timo Laine            |
| 1963 | Malmö           | Bertil Stridh         | Kurt W. Petersen | Manfred Poschenrieder |
| 1964 | Scheeßel        | Kurt W. Petersen      | Olavi Turunen    | Manfred Poschenrieder |
| 1965 | Seinäjoki       | Björn Knutsson        | Timo Laine       | Josef Seidl           |
| 1966 | Mühldorf am Inn | Manfred Poschenrieder | Kurt W. Petersen | Jon Ödegaard          |
| 1967 | Scheeßel        | Manfred Poschenrieder | Don Godden       | Jon Ödegaard          |
| 1968 | Mühldorf am Inn | Manfred Poschenrieder | Don Godden       | Kurt W. Petersen      |
| 1969 | Oslo            | Don Godden            | Jon Ödegaard     | Kurt W. Petersen      |
| 1970 | Scheeßel        | Jon Ödegaard          | Don Godden       | Hans Zierk            |

### Medaillenspiegel Sandbahn-Europameisterschaft Solo nach Fahrern
| Platz | Fahrer                |   |   |   | Gesamt |
| ----- | --------------------- | - | - | - | ------ |
| 1.    | Josef Hofmeister      | 3 | 1 | 0 | 4      |
| 2.    | Manfred Poschenrieder | 3 | 0 | 2 | 5      |
| 3.    | Bertil Stridh         | 2 | 0 | 0 | 2      |
| 4.    | Don Godden            | 1 | 3 | 0 | 4      |
| 5.    | Kurt W. Petersen      | 1 | 2 | 2 | 5      |
| 6.    | Jon Ödegaard          | 1 | 1 | 2 | 4      |
| 7.    | Timo Laine            | 1 | 1 | 1 | 3      |
| 8.    | Basse Hveem           | 1 | 0 | 0 | 1      |
| 8.    | Björn Knutsson        | 1 | 0 | 0 | 1      |
| 9.    | Josef Seidl           | 0 | 2 | 1 | 3      |
| 10.   | Aulis Tuominen        | 0 | 1 | 0 | 1      |
| 10.   | Antti Pajari          | 0 | 1 | 0 | 1      |
| 10.   | Ove Fundin            | 0 | 1 | 0 | 1      |
| 10.   | Olavi Turunen         | 0 | 1 | 0 | 1      |
| 14.   | Egil Bratvold         | 0 | 0 | 1 | 1      |
| 14.   | Josef Kamper          | 0 | 0 | 1 | 1      |
| 14.   | Olle Nygren           | 0 | 0 | 1 | 1      |
| 14.   | Josef Sinzinger       | 0 | 0 | 1 | 1      |
| 14.   | Erling Simonsen       | 0 | 0 | 1 | 1      |
| 14.   | Hans Zierk            | 0 | 0 | 1 | 1      |

### Medaillenspiegel Sandbahn-Europameisterschaft Solo nach Nationen
| Platz | Nation         |   |   |   | Gesamt |
| ----- | -------------- | - | - | - | ------ |
| 1.    | Deutschland    | 6 | 3 | 5 | 14     |
| 2.    | Schweden       | 3 | 1 | 1 | 5      |
| 3.    | Norwegen       | 2 | 1 | 4 | 7      |
| 4.    | Finnland       | 1 | 4 | 1 | 6      |
| 5.    | Großbritannien | 1 | 3 | 0 | 4      |
| 6.    | Dänemark       | 1 | 2 | 2 | 5      |
| 7.    | Österreich     | 0 | 0 | 1 | 1      |

## Grasbahn-Europameisterschaft Solo ab 1978
| Jahr | Austragungsort                                                                  | Europameister                                                                   | Platz 2                                                                         | Platz 3                                                                         |
| ---- | ------------------------------------------------------------------------------- | ------------------------------------------------------------------------------- | ------------------------------------------------------------------------------- | ------------------------------------------------------------------------------- |
| 1978 | Hereford                                                                        | Chris Baybutt                                                                   | Franz Kolbeck                                                                   | Don Godden                                                                      |
| 1979 | Assen                                                                           | Gerald Short                                                                    | Günther Brackland                                                               | Tjalle Reitsma                                                                  |
| 1980 | Bad Waldsee                                                                     | Willi Stauch                                                                    | Gerald Short                                                                    | Sture Lindblom                                                                  |
| 1981 | Les Artigues-de-Lussac                                                          | Neil Farnish                                                                    | Bernie Leigh                                                                    | Skjöld Larsen                                                                   |
| 1982 | Damme                                                                           | Jeremy Doncaster                                                                | Mike Beaumont                                                                   | Josef Maucher                                                                   |
| 1983 | Nandlstadt                                                                      | Christian Brandt                                                                | Erich Schäfferer                                                                | Gerald Short                                                                    |
| 1984 | Eenrum                                                                          | Martin Hagon                                                                    | Vaclav Verner                                                                   | Kent Noer                                                                       |
| 1985 | La Réole                                                                        | Clayton Williams                                                                | Harm Horstede                                                                   | Tommy Bröch                                                                     |
| 1986 | Eenrum                                                                          | Simon Cross                                                                     | Steve Schofield                                                                 | Joachim Reitzel                                                                 |
| 1987 | Nandlstadt                                                                      | Roman Matousek                                                                  | Joachim Reitzel                                                                 | Bob Dolman                                                                      |
| 1988 | Joure                                                                           | Frank Kehlenbeck                                                                | Will James                                                                      | Kent Noer                                                                       |
| 1989 | La Réole                                                                        | Robert Barth                                                                    | Kent Noer                                                                       | John Bostin                                                                     |
| 1990 | Uithuizen                                                                       | Robert Barth                                                                    | Kent Noer                                                                       | Henk Snijder                                                                    |
| 1991 | Werlte                                                                          | Rif Saitgareev                                                                  | Thomas Diehr                                                                    | Trevor Banks                                                                    |
| 1992 | Alken                                                                           | Anne van der Helm                                                               | Vaclav Milik sen.                                                               | Paulus Ellens                                                                   |
| 1993 | Eenrum                                                                          | Richard Musson                                                                  | Paulus Ellens                                                                   | Armando Dal Chiele                                                              |
| 1994 | Cloppenburg                                                                     | Robert Barth                                                                    | Anne van der Helm                                                               | Steve Schofield                                                                 |
| 1995 | Joure                                                                           | Kelvin Tatum                                                                    | Bernd Diener                                                                    | Anne van der Helm                                                               |
| 1996 | Saint-Colomb-de-Lauzun                                                          | Steve Johnston                                                                  | Steve Schofield                                                                 | Zdenek Schneiderwind                                                            |
| 1997 | Keine Austragung der Grasbahn-Europameisterschaft.                              | Keine Austragung der Grasbahn-Europameisterschaft.                              | Keine Austragung der Grasbahn-Europameisterschaft.                              | Keine Austragung der Grasbahn-Europameisterschaft.                              |
| 1998 | Schwarme                                                                        | Zdenek Schneiderwind                                                            | Oleg Kurguskin                                                                  | Massimo Mora                                                                    |
| 1999 | Werlte                                                                          | Bernd Diener                                                                    | Zdenek Schneiderwind                                                            | Vladimir Trofimov                                                               |
| 2000 | Saint-Colomb-de-Lauzun                                                          | Zdenek Schneiderwind                                                            | Uppie Bos                                                                       | Enrico Janoschka                                                                |
| 2001 | Noordwolde                                                                      | Maik Groen                                                                      | Zdenek Schneiderwind                                                            | Uppie Bos                                                                       |
| 2002 | Berghaupten                                                                     | Sirg Schützbach                                                                 | Zdenek Schneiderwind                                                            | Uppie Bos                                                                       |
| 2003 | La Réole                                                                        | Gerd Riss                                                                       | Herbert Rudolph                                                                 | Matthias Kröger                                                                 |
| 2004 | Eenrum                                                                          | Theo Pijper                                                                     | Gerd Riss                                                                       | Bernd Diener                                                                    |
| 2005 | Schwarme                                                                        | Paul Hurry                                                                      | Dirk Fabriek                                                                    | Andrew Appleton                                                                 |
| 2006 | La Réole                                                                        | Stephan Katt                                                                    | Theo Pijper                                                                     | Dirk Fabriek                                                                    |
| 2007 | Swingfield                                                                      | Theo Pijper                                                                     | Stephan Katt                                                                    | Andrew Appleton                                                                 |
| 2008 | Siddeburen                                                                      | Stephane Tresarrieu                                                             | Richard Speiser                                                                 | Rene Lehtinen                                                                   |
| 2009 | Berghaupten                                                                     | Stephan Katt                                                                    | Stephane Tresarrieu                                                             | Glen Phillips                                                                   |
| 2010 | La Réole                                                                        | Andrew Appleton                                                                 | Theo Pijper                                                                     | Martin Smolinski                                                                |
| 2011 | Wainfleet - Thorpe St. Peter                                                    | Martin Smolinski                                                                | Jannick de Jong                                                                 | Andrew Appleton                                                                 |
| 2012 | Eenrum                                                                          | Stephan Katt                                                                    | Dirk Fabriek                                                                    | Jannick de Jong                                                                 |
| 2013 | Bielefeld                                                                       | Jannick de Jong                                                                 | Dirk Fabriek                                                                    | Richard Speiser                                                                 |
| 2014 | Saint Macaire                                                                   | Jannick de Jong                                                                 | David Howe                                                                      | Enrico Janoschka                                                                |
| 2015 | Staphorst                                                                       | Jannick de Jong                                                                 | James Shanes                                                                    | Stephan Katt                                                                    |
| 2016 | Swingfield                                                                      | James Shanes                                                                    | Mathieu Tresarrieu                                                              | Andrew Appleton                                                                 |
| 2017 | Hertingen                                                                       | James Shanes                                                                    | Andrew Appleton                                                                 | Edward Kennett                                                                  |
| 2018 | Tayac                                                                           | Dimitri Bergé                                                                   | Josef Franc                                                                     | Zach Wajtknecht                                                                 |
| 2019 | Bad Hersfeld                                                                    | Zach Wajtknecht                                                                 | Paul Hurry                                                                      | Kenneth Kruse Hansen                                                            |
| 2020 | Tayac                                                                           | Mathieu Tresarrieu                                                              | Romano Hummel                                                                   | Dave Meijerink                                                                  |
| 2021 | Keine Austragung der Grasbahn-Europameisterschaft aufgrund der Corona-Pandemie. | Keine Austragung der Grasbahn-Europameisterschaft aufgrund der Corona-Pandemie. | Keine Austragung der Grasbahn-Europameisterschaft aufgrund der Corona-Pandemie. | Keine Austragung der Grasbahn-Europameisterschaft aufgrund der Corona-Pandemie. |
| 2022 | Swingfield                                                                      | Romano Hummel                                                                   | Chris Harris                                                                    | Zach Wajtknecht                                                                 |
| 2023 | Werlte                                                                          | Romano Hummel                                                                   | Chris Harris                                                                    | Andrew Appleton                                                                 |
| 2024 | Tayac                                                                           | Chris Harris                                                                    | Dave Meijerink                                                                  | Lukas Fienhage                                                                  |
| 2025 | Eenrum                                                                          | Kenneth Kruse Hansen                                                            | Dave Meijerink                                                                  | Chris Harris                                                                    |

### Medaillenspiegel Grasbahn-Europameisterschaft Solo nach Fahrern
| Platz | Fahrer               |   |   |   | Gesamt |
| ----- | -------------------- | - | - | - | ------ |
| 1.    | Jannick de Jong      | 3 | 1 | 1 | 5      |
| 1.    | Stephan Katt         | 3 | 1 | 1 | 5      |
| 3.    | Robert Barth         | 3 | 0 | 0 | 3      |
| 4.    | Zdenek Schneiderwind | 2 | 3 | 1 | 6      |
| 5.    | Theo Pijper          | 2 | 2 | 0 | 4      |
| 6.    | James Shanes         | 2 | 1 | 0 | 3      |
| 6.    | Romano Hummel        | 2 | 1 | 0 | 3      |
| 8.    | Chris Harris         | 1 | 2 | 1 | 4      |
| 9.    | Andrew Appleton      | 1 | 1 | 5 | 7      |
| 10.   | Gerald Short         | 1 | 1 | 1 | 3      |
| 10.   | Anne van der Helm    | 1 | 1 | 1 | 3      |
| 10.   | Bernd Diener         | 1 | 1 | 1 | 3      |
| 13.   | Gerd Riss            | 1 | 1 | 0 | 2      |
| 13.   | Paul Hurry           | 1 | 1 | 0 | 2      |
| 13.   | Stephane Tresarrieu  | 1 | 1 | 0 | 2      |
| 13.   | Mathieu Tresarrieu   | 1 | 1 | 0 | 2      |
| 17.   | Zach Wajtknecht      | 1 | 0 | 2 | 3      |
| 18.   | Martin Smolinski     | 1 | 0 | 1 | 2      |
| 18.   | Kenneth Kruse Hansen | 1 | 0 | 1 | 2      |
| 20.   | Chris Baybutt        | 1 | 0 | 0 | 1      |
| 20.   | Willi Stauch         | 1 | 0 | 0 | 1      |
| 20.   | Neil Farnish         | 1 | 0 | 0 | 1      |
| 20.   | Jeremy Doncaster     | 1 | 0 | 0 | 1      |
| 20.   | Christian Brandt     | 1 | 0 | 0 | 1      |
| 20.   | Martin Hagon         | 1 | 0 | 0 | 1      |
| 20.   | Clayton Williams     | 1 | 0 | 0 | 1      |
| 20.   | Simon Cross          | 1 | 0 | 0 | 1      |
| 20.   | Roman Matousek       | 1 | 0 | 0 | 1      |
| 20.   | Frank Kehlenbeck     | 1 | 0 | 0 | 1      |
| 20.   | Rif Saitgareev       | 1 | 0 | 0 | 1      |
| 20.   | Richard Musson       | 1 | 0 | 0 | 1      |
| 20.   | Kelvin Tatum         | 1 | 0 | 0 | 1      |
| 20.   | Steve Johnston       | 1 | 0 | 0 | 1      |
| 20.   | Maik Groen           | 1 | 0 | 0 | 1      |
| 20.   | Sirg Schützbach      | 1 | 0 | 0 | 1      |
| 20.   | Dimitri Bergé        | 1 | 0 | 0 | 1      |
| 37.   | Dirk Fabriek         | 0 | 3 | 1 | 4      |
| 38.   | Kent Noer            | 0 | 2 | 2 | 4      |
| 39.   | Steve Schofield      | 0 | 2 | 1 | 3      |
| 39.   | Dave Meijerink       | 0 | 2 | 1 | 3      |
| 41.   | Uppie Bos            | 0 | 1 | 2 | 3      |
| 42.   | Joachim Reitzel      | 0 | 1 | 1 | 2      |
| 42.   | Paulus Ellens        | 0 | 1 | 1 | 2      |
| 42.   | Richard Speiser      | 0 | 1 | 1 | 2      |
| 45.   | Franz Kolbeck        | 0 | 1 | 0 | 1      |
| 45.   | Günther Brackland    | 0 | 1 | 0 | 1      |
| 45.   | Bernie Leigh         | 0 | 1 | 0 | 1      |
| 45.   | Mike Beaumont        | 0 | 1 | 0 | 1      |
| 45.   | Erich Schäfferer     | 0 | 1 | 0 | 1      |
| 45.   | Vaclav Verner        | 0 | 1 | 0 | 1      |
| 45.   | Harm Horstede        | 0 | 1 | 0 | 1      |
| 45.   | Will James           | 0 | 1 | 0 | 1      |
| 45.   | Thomas Diehr         | 0 | 1 | 0 | 1      |
| 45.   | Vaclav Milik sen.    | 0 | 1 | 0 | 1      |
| 45.   | Oleg Kurguskin       | 0 | 1 | 0 | 1      |
| 45.   | Herbert Rudolph      | 0 | 1 | 0 | 1      |
| 45.   | David Howe           | 0 | 1 | 0 | 1      |
| 45.   | Josef Franc          | 0 | 1 | 0 | 1      |
| 59.   | Enrico Janoschka     | 0 | 0 | 2 | 2      |
| 60.   | Don Godden           | 0 | 0 | 1 | 1      |
| 60.   | Tjalle Reitsma       | 0 | 0 | 1 | 1      |
| 60.   | Sture Lindblom       | 0 | 0 | 1 | 1      |
| 60.   | Skjöld Larsen        | 0 | 0 | 1 | 1      |
| 60.   | Josef Maucher        | 0 | 0 | 1 | 1      |
| 60.   | Tommy Bröch          | 0 | 0 | 1 | 1      |
| 60.   | Bob Dolman           | 0 | 0 | 1 | 1      |
| 60.   | John Bostin          | 0 | 0 | 1 | 1      |
| 60.   | Henk Snijder         | 0 | 0 | 1 | 1      |
| 60.   | Trevor Banks         | 0 | 0 | 1 | 1      |
| 60.   | Armando Dal Chiele   | 0 | 0 | 1 | 1      |
| 60.   | Massimo Mora         | 0 | 0 | 1 | 1      |
| 60.   | Vladimir Trofimov    | 0 | 0 | 1 | 1      |
| 60.   | Matthias Kröger      | 0 | 0 | 1 | 1      |
| 60.   | Rene Lehtinen        | 0 | 0 | 1 | 1      |
| 60.   | Glen Phillips        | 0 | 0 | 1 | 1      |
| 60.   | Edward Kennett       | 0 | 0 | 1 | 1      |
| 60.   | Lukas Fienhage       | 0 | 0 | 1 | 1      |

### Medaillenspiegel Grasbahn-Europameisterschaft Solo nach Nationen
| Platz | Nation                            |    |    |    | Gesamt |
| ----- | --------------------------------- | -- | -- | -- | ------ |
| 1.    | Großbritannien                    | 15 | 12 | 16 | 43     |
| 2.    | Deutschland                       | 13 | 10 | 10 | 33     |
| 3.    | Niederlande                       | 9  | 13 | 9  | 31     |
| 4.    | Tschechische Republik             | 3  | 6  | 1  | 10     |
| 5.    | Frankreich                        | 3  | 2  | 0  | 5      |
| 6.    | Dänemark                          | 1  | 2  | 5  | 8      |
| 7.    | Russland / Sowjetunion (bis 1991) | 1  | 1  | 0  | 2      |
| 8.    | Australien *                      | 1  | 0  | 0  | 1      |
| 9.    | Italien                           | 0  | 0  | 2  | 2      |
| 10.   | Schweden                          | 0  | 0  | 1  | 1      |
| 10.   | Ukraine                           | 0  | 0  | 1  | 1      |
| 10.   | Finnland                          | 0  | 0  | 1  | 1      |

## Grasbahn-Europameisterschaft Seitenwagen ab 1980
| Jahr | Austragungsort       | Europameister | Europameister | 2. Platz | 2. Platz | 3. Platz | 3. Platz |
| ---- | -------------------- | --- | --- | --- | --- | --- | --- |
| Jahr | Austragungsort       | Fahrer | Beifahrer(in) | Fahrer | Beifahrer(in) | Fahrer | Beifahrer(in) |
| 1980 | Melsungen            | Otto Bauer | Peter Stiegelbrunner | Egon Walla | Edgar Starke | Michael Datzmann | Rosamunde Datzmann |
| 1981 | Assen                | Michael Datzmann | Rosamunde Datzmann | Heinz Pagel | Hans-Werner Kempa | Otto Bauer | Peter Stiegelbrunner |
| 1982 | Schwarme             | Michael Datzmann | Rosamunde Datzmann | Heinz Pagel | Jürgen Zaddach | Rudolf Meyer | Dieter Held |
| 1983 | Assen                | Michael Datzmann | Rosamunde Datzmann | Michael Lippmann | Willi Ganss | Heinz Pagel | Jürgen Zaddach |
| 1984 | Berghaupten          | Michael Datzmann | Rosamunde Datzmann | Heinz Pagel | Jürgen Zaddach | Ulrich Wehrle | Stefan Rufat |
| 1985 | Kuinre               | Heinz Pagel | Jürgen Zaddach | Ewald Heim | Robert Heim | Karl Keil | Joachim Reeg |
| 1986 | Bad Waldsee          | Josef Onderka | Franz Onderka | Karl Keil | Reiner Ganster | Heinz Pagel | Herbert Bucker |
| 1987 | Valence              | Josef Onderka | Franz Onderka | Hans Bollinger | Bernhard Gloor | Karl Keil | Reiner Ganster |
| 1988 | Celle                | Karl Keil | Joachim Reeg | Josef Onderka | Franz Onderka | Marco Glorie | Erik van Dijk |
| 1989 | Berghaupten          | Josef Onderka | Josef Feigl | Hans Bollinger | Bernhard Gloor | Karl Keil | Joachim Reeg |
| 1990 | Haunstetten          | Josef Onderka | Robert Wolf | Karl Keil | Joachim Reeg | Bernd Söger | Heinz Brandt |
| 1991 | Eenrum               | Josef Onderka | Robert Wolf | Karl Keil | Joachim Reeg | Ewald Heim | Robert Heim |
| 1992 | Berghaupten          | Josef Onderka | Walter Huber | Thomas Kunert | Josef Feigl | Laurent Sambarrey | Lionel Sambarrey |
| 1993 | Harsewinkel          | Karl Keil | Joachim Reeg | Josef Onderka | Josef Feigl | Marco Glorie | Harry Drenth |
| 1994 | Lattrop              | Marco Glorie | Harry Drenth | Karl Keil | Joachim Reeg | Ewald Heim | Robert Heim |
| 1995 | Melsungen            | Thomas Kunert | Wolfgang Maier | Peter Murmann | Stefan Müller | Marco Glorie | Harry Drenth |
| 1996 | Eenrum               | Thomas Kunert | Marco Hundsrucker | Josef Onderka | Uwe Kühberger | Jacques Leduc | Michel Gorget |
| 1997 | Melsungen            | Josef Onderka | Uwe Kühberger | Thomas Kunert | Marco Hundsrucker | Oswald Bischoff | Mario Siebert |
| 1998 | Morizès              | Josef Onderka | Uwe Kühberger | Thomas Kunert | Hermann Bacher | Oswald Bischoff | Mario Siebert |
| 1999 | Vechta               | Thomas Kunert | Hermann Bacher | Josef Onderka | Uwe Kühberger | Oswald Bischoff | Mario Siebert |
| 2000 | Lattrop              | Josef Onderka | Martin Wamprechtshammer | Thomas Kunert | Hermann Bacher | Marco Glorie | Harry Drenth |
| 2001 | Melsungen            | Thomas Kunert | Marco Hundsrucker | Oswald Bischoff | Mario Siebert | Marco Glorie | Harry Drenth |
| 2002 | Siddeburen           | Josef Onderka | Martin Wamprechtshammer | William Matthijssen | Erwin Boers | Thomas Kunert | Markus Eibl |
| 2003 | Alsfeld-Angenrod     | Thomas Kunert | Hermann Bacher | Oswald Bischoff | Rainer Falter | William Matthijssen | Erwin Boers |
| 2004 | High Easter          | Thomas Kunert | Bernd Kreuzer | Tjeer Hoekstra | Henk Auwema | William Matthijssen | Nathalie Matthijssen |
| 2005 | Siddeburen           | Sven Holstein | Desiree Daubert | William Matthijssen | Nathalie Matthijssen | Mark Detz | Gerald Eelsing |
| 2006 | Melsungen            | Thomas Kunert | Bernd Kreuzer | Markus Brandhofer | Helmut Beller | Karl Keil | Berit Tralau |
| 2007 | Eenrum               | William Matthijssen | Nathalie Matthijssen | Markus Venus | Florian Niedermeier | Sven Holstein | Desiree Daubert |
| 2008 | Bielefeld            | Thomas Kunert | Markus Eibl | William Matthijssen | Nathalie Matthijssen | Stefan Brandhofer | Marco Hundsrucker |
| 2009 | Wimborne Uddens      | William Matthijssen | Nathalie Matthijssen | Thomas Kunert | Markus Eibl | Markus Brandhofer | Corinna Günthör |
| 2010 | Uithuizen            | Thomas Kunert | Markus Eibl | William Matthijssen | Sandra Mollema | Sven Holstein | Anthony Goodwin |
| 2011 | Noordwolde           | William Matthijssen | Nathalie Matthijssen | Mark Detz | Bonita van Dijk | Stefan Brandhofer | Daniel Eibl |
| 2012 | Werlte               | Thomas Kunert | Markus Eibl | Markus Venus | Markus Heiß | Stefan Brandhofer | Daniel Eibl |
| 2013 | Loppersum            | Thomas Kunert | Markus Eibl | William Matthijssen | Nathalie Stellingwerf | Christophe Grenier | Gerben Sanders |
| 2014 | High Easter          | Joshua Goodwin | Liam Brown | Nick Radley | Abigal Radley | Markus Venus | Markus Heiß |
| 2015 | Hertingen            | Das Finalrennen um die Grasbahn-Europameisterschaft wurde aufgrund des tödlichen Sturzes von Beifahrer Stefan Müller direkt abgebrochen. | Das Finalrennen um die Grasbahn-Europameisterschaft wurde aufgrund des tödlichen Sturzes von Beifahrer Stefan Müller direkt abgebrochen. | Das Finalrennen um die Grasbahn-Europameisterschaft wurde aufgrund des tödlichen Sturzes von Beifahrer Stefan Müller direkt abgebrochen. | Das Finalrennen um die Grasbahn-Europameisterschaft wurde aufgrund des tödlichen Sturzes von Beifahrer Stefan Müller direkt abgebrochen. | Das Finalrennen um die Grasbahn-Europameisterschaft wurde aufgrund des tödlichen Sturzes von Beifahrer Stefan Müller direkt abgebrochen. | Das Finalrennen um die Grasbahn-Europameisterschaft wurde aufgrund des tödlichen Sturzes von Beifahrer Stefan Müller direkt abgebrochen. |
| 2016 | Vries                | William Matthijssen | Sandra Mollema | Markus Venus | Markus Heiß | Markus Brandhofer | Michael Zapf |
| 2017 | Tayac                | William Matthijssen | Sandra Mollema | Markus Brandhofer | Tim Scheunemann | Markus Venus | Markus Heiß |
| 2018 | Werlte               | William Matthijssen | Sandra Mollema | Mitchel Godden | Paul Smith | Markus Venus | Markus Heiß |
| 2019 | Eenrum               | William Matthijssen | Sandra Mollema | Markus Venus | Markus Heiß | Mitchel Godden | Paul Smith |
| 2020 | Pfarrkirchen         | Keine Austragung der Grasbahn-Europameisterschaft aufgrund der Corona-Pandemie.                                                          | Keine Austragung der Grasbahn-Europameisterschaft aufgrund der Corona-Pandemie.                                                          | Keine Austragung der Grasbahn-Europameisterschaft aufgrund der Corona-Pandemie.                                                          | Keine Austragung der Grasbahn-Europameisterschaft aufgrund der Corona-Pandemie.                                                          | Keine Austragung der Grasbahn-Europameisterschaft aufgrund der Corona-Pandemie.                                                          | Keine Austragung der Grasbahn-Europameisterschaft aufgrund der Corona-Pandemie.                                                          |
| 2021 |                      | Keine Austragung der Grasbahn-Europameisterschaft aufgrund der Corona-Pandemie.                                                          | Keine Austragung der Grasbahn-Europameisterschaft aufgrund der Corona-Pandemie.                                                          | Keine Austragung der Grasbahn-Europameisterschaft aufgrund der Corona-Pandemie.                                                          | Keine Austragung der Grasbahn-Europameisterschaft aufgrund der Corona-Pandemie.                                                          | Keine Austragung der Grasbahn-Europameisterschaft aufgrund der Corona-Pandemie.                                                          | Keine Austragung der Grasbahn-Europameisterschaft aufgrund der Corona-Pandemie.                                                          |
| 2022 | Eenrum               | Markus Venus | Markus Eibl | Mitchel Godden | Paul Smith | Wilfred Detz | Wendy Arling |
| 2023 | Bad Hersfeld         | Markus Brandhofer | Sandra Mollema | Mitchel Godden | Paul Smith | Wilfred Detz | Wendy Arling |
| 2024 | Uithuizen            | Markus Venus | Markus Eibl | Mitchel Godden | Paul Smith | Guilliaume Comblon | Baptiste Comblon |
| 2025 | Augsburg Haunstetten | | | | | | |